# Miluk
El miluk, també conegut com a Baix Coquille per las seva localització, és una de les dues llengües coos. comparteix més de la meitat del seu vocabulari amb el hanis (coos), encara que aquestes no són sempre òbvies, i les diferències gramaticals causa als dos idiomes un aspecte molt diferent. El miluk va començar a ser desplaçat per les parles atapascanes al segle xviii, i molts miluk van canviar a atapascà i hanis.
El miluk fou parlat al voltant del baix riu Coquille i al South Slough de la badia de Coos. El nom míluk és un endònim derivat d'un nom del llogaret. L'últim parlant completament fluid de miluk fou Annie Miner Peterson, qui va morir en 1939. Ella coneixia miluk i hanis, i va fer un cert nombre d'enregistraments. Laura Hodgkiss Metcalf, qui va morir en 1961, va ser l'últim parlant funcional (la seva mare era miluk), i fou informant de Morris Swadesh per al seu Penutian Vocabulary Survey.

## Fonologia
La descripció fonològica de Miluk és una cosa inconsistent. El següent inventari proposat és un intent d'explicar les dades:
|                        | Bilabial | Alveolar | Lateral | Palato- (alveolar) | Velar | Labio-velar | Uvular | Labio-uvular | Glotal |
| ---------------------- | -------- | -------- | ------- | ------------------ | ----- | ----------- | ------ | ------------ | ------ |
| Oclusiva pulmonar      | p        | t t͜s     | t͜ɬ      | t͜ʃ                 | k     | kʷ          | q      | qʷ           | ʔ      |
| Oclusiva ejectiva      | pʼ       | tʼ t͜sʼ   | t͜ɬʼ     | t͜ʃʼ                | kʼ    | kʷʼ         | qʼ     | qʷʼ          |        |
| Fricativa              |          | s        | ɬ       | ʃ                  | x     | xʷ          | χ ɣ    | χʷ           | h? hʷ? |
| Ressonant              | m        | n        | l       | j                  |       | w           |        |              |        |
| Ressonant glotalitzada | mˀ       | nˀ       | lˀ      | jˀ                 |       | wˀ          |        |              |        |

Les parades són tènues en síl·labes que comencen abans d'una vocal, i aspirades en codes sil·làbiques abans d'una altra consonant. No és clar si [h] and [hʷ] són fonemes, poden ser al·lòfons de /x/ i /xʷ/.
Les vocals en miluk són /i, u, ə, ɛ, ɑ/.
Hi ha harmonia vocal en miluk, encara que esporàdica. El cas més comú de l'harmonia vocal en miluk és l'harmonització de /ɛ/ en arrels amb /ɑ/ en sufixos.

### Morfologia
En Miluk, la frase nominal possessiva precedeix al que és posseït. El substantiu posseït no té article, sinó que es marca amb l'oblic [tə]. El miluk té una distinció inclusiva i exclusiva pel que fa al possessiu dual. A la primera persona dual inclusiva, les paraules reben la circumfix s=nə-, mentre que la primera persona dual exclusiva rep el prefix nə-.
Hi ha dos articles en miluk, kʷə i ʎə. ʎə s'utilitza amb substantius que estan més a prop del parlant, mentre que kʷə s'utilitza per als substantius que són més distants. Aquests articles no reflecteixen un gènere d'un substantiu i tots dos articles s'han trobat usats per al mateix substantiu en la frase.
Els verbs tenen marcador intransitiu, imperfecte i perfecte. Els verbs que són intransitius prenen el sufix -u, mentre que el temps imperfecte pren el sufix -ʔi, i el temps perfecte pren el sufix -t.

### Gènere, número, persona
El miluk no té distinció de gènere masculí/femení, però té els reflexius d'un vell sistema de gènere. La llengua reflecteix aquest vell sistema en dos casos: amb un sufix que segueix als articles (-č) i a unitats lèxiques per a persones masculines i femenines al llarg de la vida. El sufix -č s'ha vist que és opcional, però ocorre en tres casos : (i) seguint un substantiu femení, (ii) es refereix a una persona jove, i (el més comú) (iii) es refereix a la gent gran. El segon lloc on el miluk s'aferra a un sistema més antic de gènere és quan es refereix a homes o dones. Les paraules masculines sovint comencen amb /t/, mentre que les paraules femenines sovint comencen amb /hu/ i /w/.
El miluk no té arguments per a tercera persona. Aquesta table mostra els prefixos pronominals.
|   | Singular | Dual                  | Plural |
| - | -------- | --------------------- | ------ |
| 1 | w(ə)-    | s- (inc) / nə- (excl) | ɬ-     |
| 2 | nə-      | is-                   | čil-   |
| 3 | Ø        | ič-                   | iɬ-    |

#### Espai, temps modalitat
Hi ha dos morfemes que es poden afegir a un verb per marcar temps. El morfema han indica el temps potencial, que descriu un esdeveniment que ha d'esdevenir. L'altre morfema que pot ser afegit a un verb és hanƛ, que marca el temps futur. El temps futur es distingeix del potencial i ha aparegut com a marcador irrealis ̆x. L'ordre en què apareixen els morfemes són els clítics pronominals, seguits pel mode, temps i després aspecte.